# Червентеменна амазона
Червентеменната амазона (Amazona rhodocorytha) е вид птица от семейство Папагалови (Psittacidae). Видът е застрашен от изчезване.

## Разпространение и местообитание
Разпространен е в Бразилия.